# Convent van Christus
Het Convent van Christus is een klooster in de Portugese stad Tomar. Het klooster staat op de Werelderfgoedlijst van UNESCO. Het klooster is oorspronkelijk gebouwd door de Orde van de Tempeliers en later uitgebouwd door de Orde van Christus, de opvolgers van de Tempeliers in Portugal.
De kerk en de kapittelzaal van het klooster zijn een van de fraaiste uitingen van de manuelijnse architectuur, een exuberante vroeg zestiende-eeuwse Portugese combinatie van flamboyante gotiek, Italiaanse renaissance en plateresco- en mudejarinvloeden. Het grote raam van de kapittelzaal valt meteen op en vormt een weelderig hoogtepunt van de manuelstijl. 

## Galerij

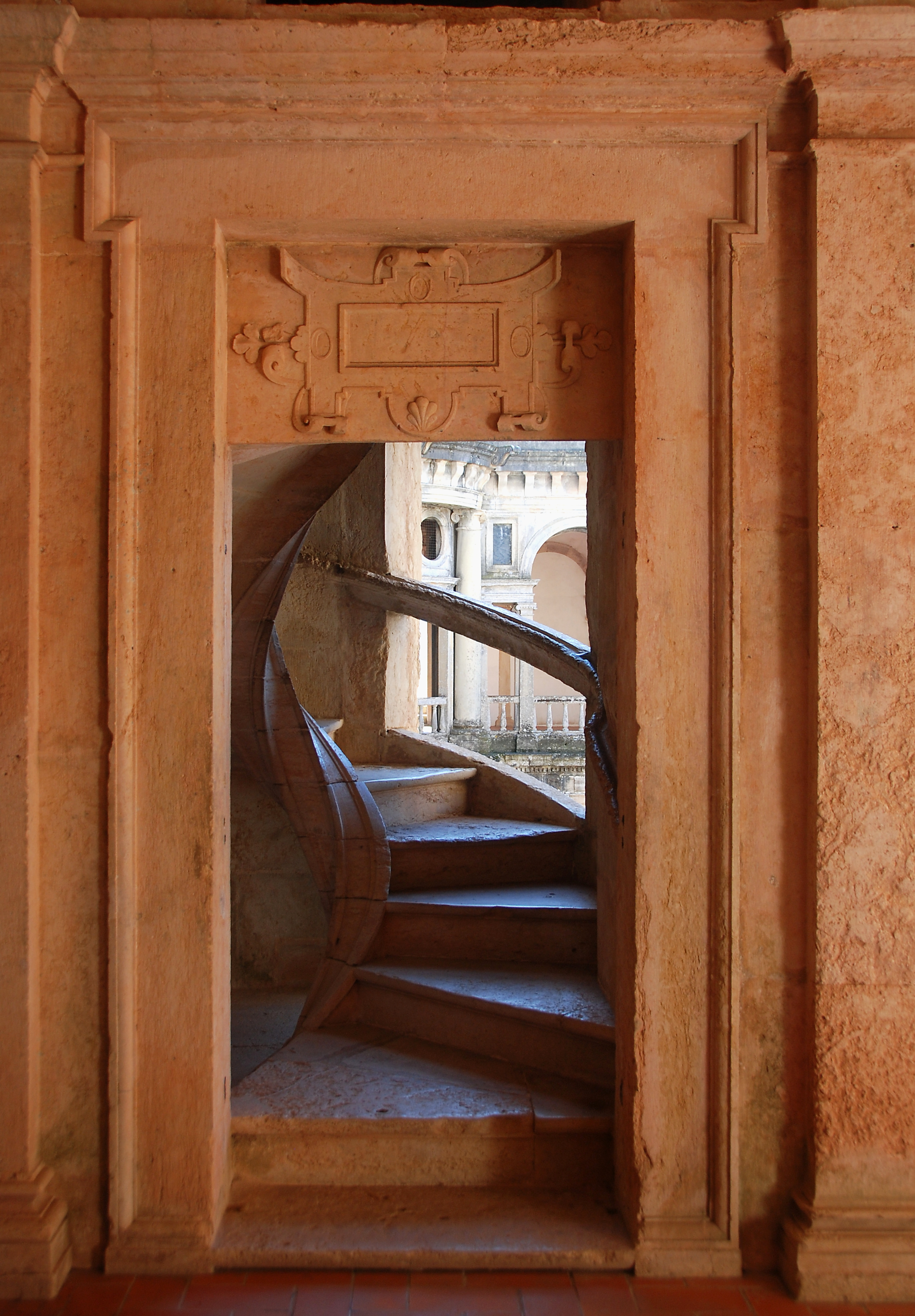
Een trap in een kloostergang in Renaissancestijl, gebouwd onder de Portugese koning Jan (João) III.
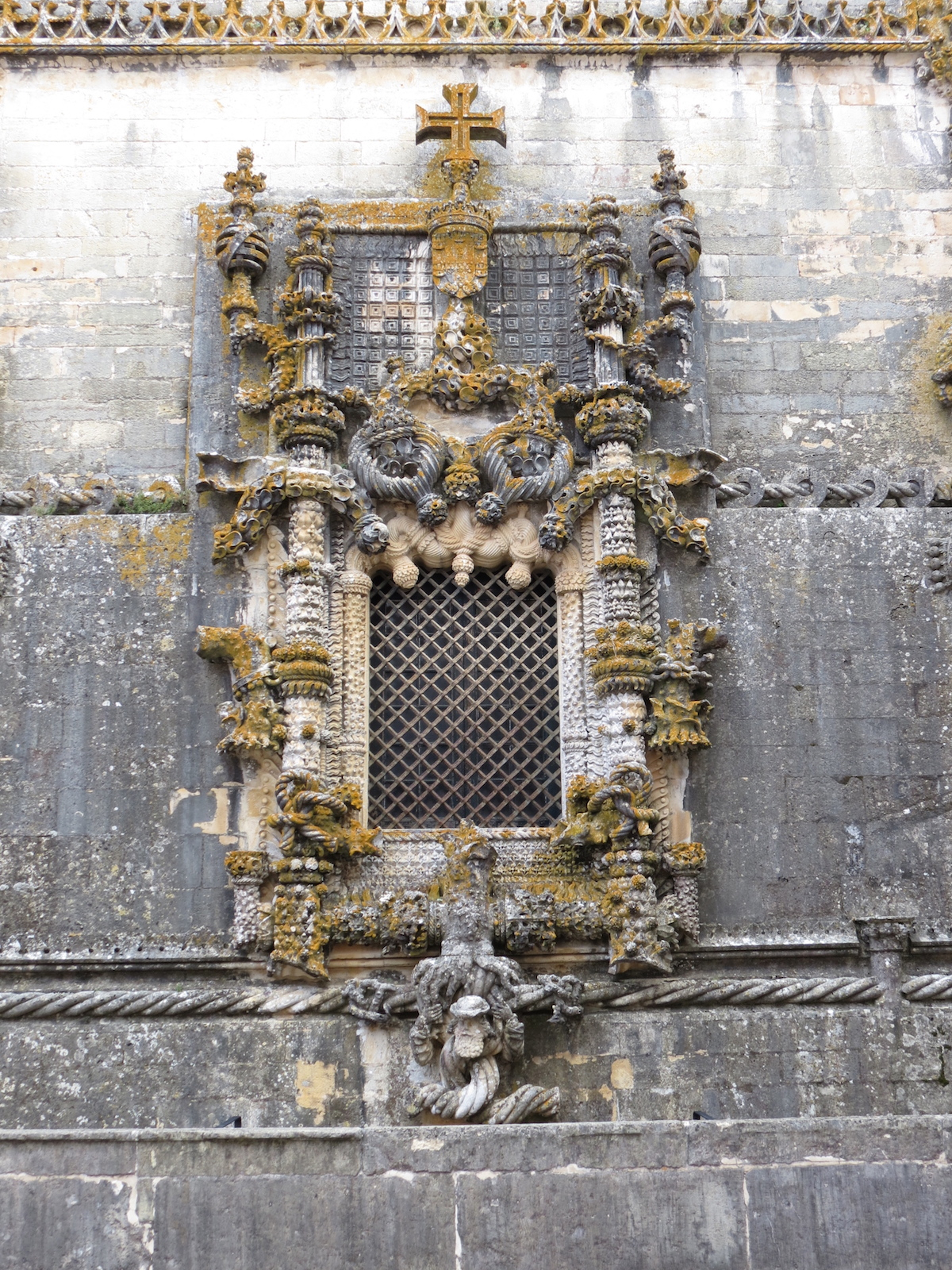
Raam in Manuelstijl.
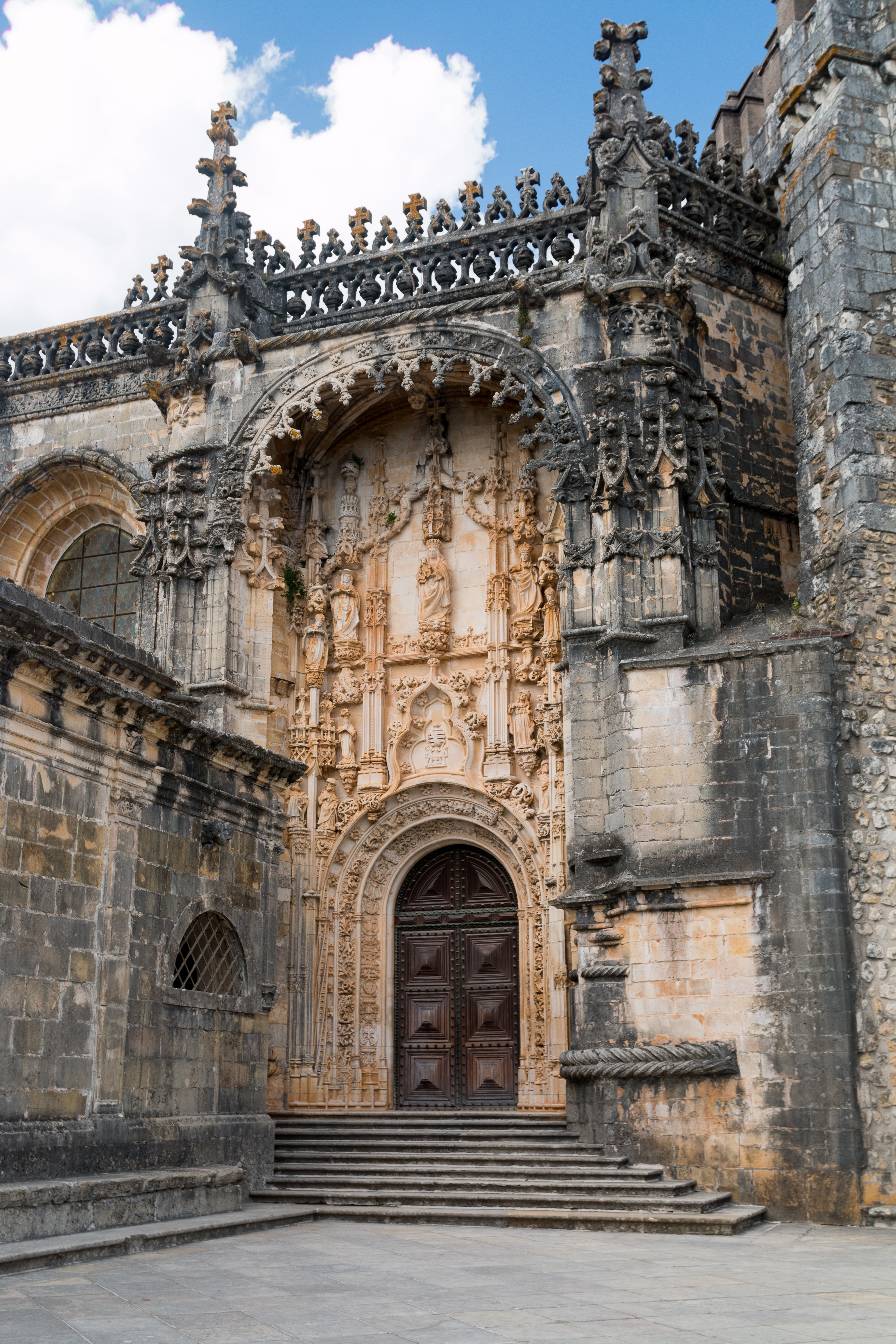
Ingang van het Convent.
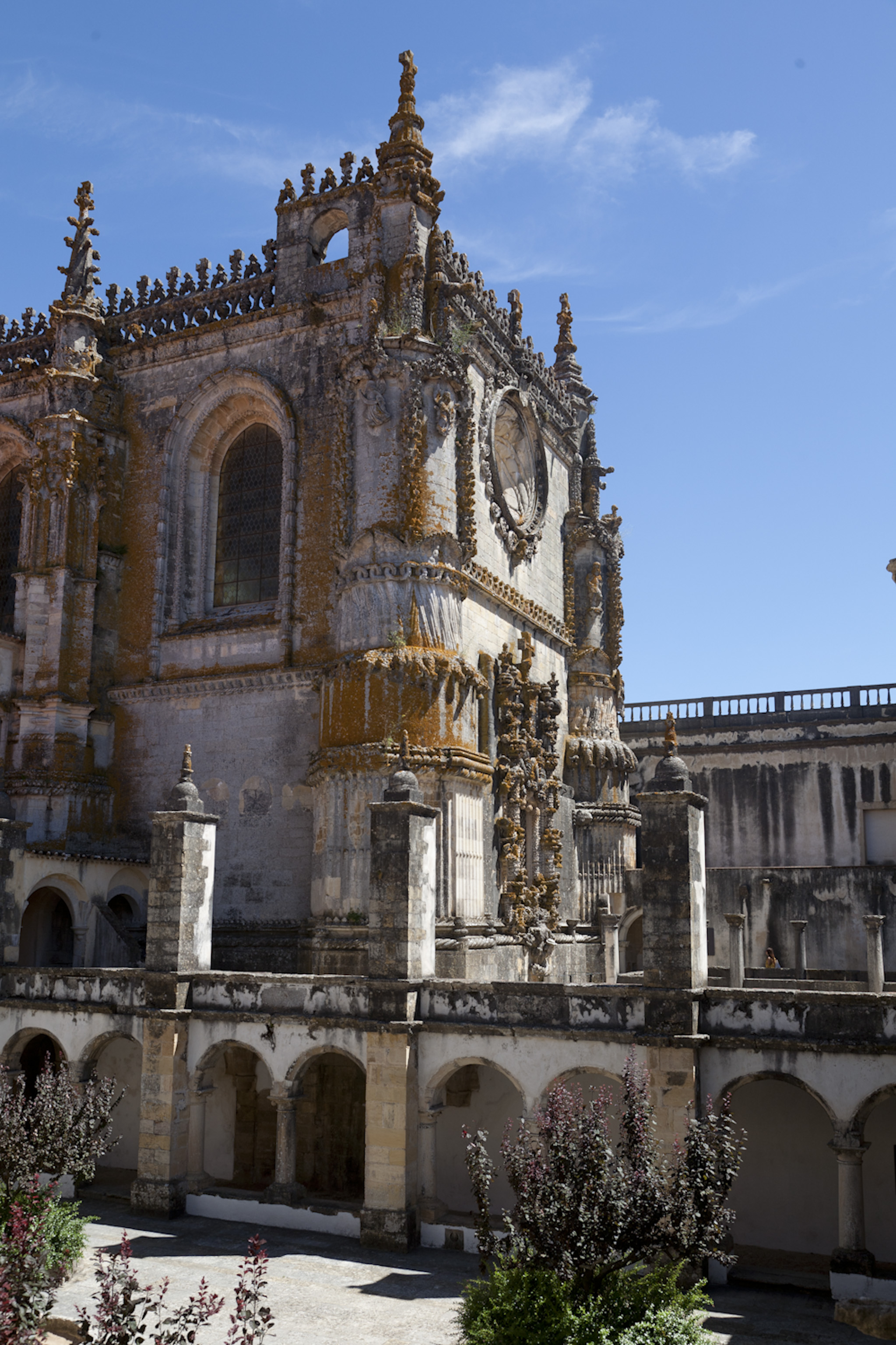
Kloostergang en de kerk in Manuelstijl.

Wijnstreek Alto Douro · Stadscentrum van Angra do Heroismo op de Azoren · Klooster van Batalha · Convent van Christus in Tomar · Cultuurlandschap van Sintra · Historisch centrum van Évora · Historisch centrum van Guimarães · Landschap van de wijncultuur op het eiland Pico · Laurisilva van Madeira · Klooster van Alcobaça · Hiëronymietenklooster en toren van Belém in Lissabon · Historisch centrum van Porto · Prehistorische rotskunst in de Côavallei · de stad Elvas en haar verdedigingswerken · Universiteit van Coimbra - Alta en Sofia · Koninklijk gebouw van Mafra: paleis, basiliek, klooster, Cerco-tuin en jachtpark (Tapada) · Bom Jesus do Monte-heiligdom in Braga
- Gemeinsame Normdatei: 4765316-4
- Library of Congress Control Number: n88073158
- Nationale Bibliotheek van Israël: 987007605573805171
- Système universitaire de documentation: 087662213
- Virtual International Authority File: 150199921